# Heinz Heimsoeth
Heinz Heimsoeth (* 12. August 1886 in Köln; † 10. September 1975 ebenda) war ein deutscher Philosoph und Universitätsprofessor, der vor allem durch seine Arbeiten zur Geschichte der Philosophie und als Kantforscher bekannt wurde.

## Leben
Heimsoeth, der Sohn eines Arztes, Großneffe des Philologen Friedrich Heimsoeth und Urenkel des früheren preußischen Ministerpräsidenten Ludolf Camphausen, besuchte das Kölner Apostel-Gymnasium. Schon während der Schulzeit hörte er Vorträge von Benno Erdmann an der Kölner Handelshochschule. Er begann sein Studium der Philosophie mit den Nebenfächern Mathematik und Kunstgeschichte 1905 in Heidelberg. Bereits nach einem Semester wechselte er nach Berlin, wo er für drei Semester bei Wilhelm Dilthey, Alois Riehl und Ernst Cassirer hörte. In Zusammenhang mit einer Arbeit über Kant wechselte er 1907 nach Marburg. Hier setzte er seine Studien bei Hermann Cohen und Paul Natorp fort. In Marburg lernte er Nicolai Hartmann kennen, mit dem er ein Leben lang befreundet blieb und einen ausführlichen Briefwechsel führte. Seine Promotion erfolgte 1911 über „ Descartes’ Methode der klaren und deutlichen Erkenntnis“. Nach einem Studienjahr in Paris bei Henri Bergson und dem Psychologen Pierre Janet habilitierte er sich 1913 in Marburg bei Natorp über „Leibniz’ Methode der formalen Begründung“. Seine Probevorlesung hatte das Thema „Der Freiheitsbegriff bei Boutroux und Bergson“. Während des Ersten Weltkrieges wurde Heimsoeth als Übersetzer für französische Gefangene in einem Lager bei Ludwigsburg eingesetzt. Seine bereits zu dieser Zeit problematische antisemitische Haltung kommt in einem Brief an Hartmann zum Ausdruck, in dem er den Streit um einen Aufsatz von Bruno Bauch in den Kant-Studien mit der Bemerkung kommentierte, „daß die Kant-St[udien] endgültig verjudet sind“, wobei er sich jedoch auch gegen einen zu starken Nationalismus wandte. Im Oktober 1916 wurde sein Sohn Harald Heimsoeth, der spätere Botschafter und Mitbegründer von Senior Expert Service, in Ludwigsburg geboren. Nach einer außerordentlichen Professur 1921 in Marburg, wo er einen Lehrauftrag für Ästhetik wahrnahm, wurde er ab 1923 ordentlicher Professor in Königsberg. 1931 wechselte Heimsoeth auf einen Lehrstuhl in Köln.
Philosophisch löste sich Heimsoeth wie Hartmann von der idealistischen Position des Neukantianismus. In seiner grundlegenden Studie zu den Grundfragen der Metaphysik betonte er den Bruch zwischen der Philosophie der Antike und der Philosophie des Mittelalters. Hingegen sah er bereits im Spätmittelalter die Grundlagen für das Denken in der Renaissance gelegt, die sich über den Rationalismus, Kant und den Deutschen Idealismus bis hin zu Nietzsche zögen. Kant interpretierte Heimsoeth wie Friedrich Paulsen, Erich Adickes oder Max Wundt als Metaphysiker.
Nach der „Machtergreifung“ der Nationalsozialisten trat er zum 1. Mai 1933 der NSDAP bei (Mitgliedsnummer 2.092.609) und war 1933 Dekan der Fakultät. Dieses Amt hatte er noch einmal 1943/44 inne. Am 1. Juni 1934 wurde er Mitglied im NSLB (Nr. 290.843; ausgetreten am 13. Mai 1939). Weiterhin gehörte er dem NSDDB an. Heimsoeth war Vorstandsmitglied der völkisch-konservativen Deutschen Philosophischen Gesellschaft und Vorsitzender der Ortsgruppe Köln. Unter Bruno Bauch übernahm er 1934 die Schriftleitung der „Blätter für deutsche Philosophie“.
Heimsoeth unterstützte den Nationalsozialismus politisch, er hielt aber Distanz zu nationalsozialistischer Philosophie. So wurde er 1934 in einem Flugblatt des Nationalsozialistischen Studentenbundes angegriffen, weil er sich weigere, die Verwendung des Begriffs „Rasse“ als philosophischen Begriff anzuerkennen, und wurde auch von Alfred Baeumler kritisch gesehen. Im Oktober 1942 schrieb der streng nationalsozialistische Breslauer Philosoph August Faust an das Hauptamt Wissenschaft des Amtes Rosenberg: „Ich würde es für äußerst bedenklich halten, solch einen Mann mit Auslandsvorträgen zu beauftragen. Er ist in keiner Weise ein Repräsentant der deutschen Philosophie, wie sie durch die nationalsozialistische Weltanschauung gefordert wird. Seine Bücher könnten eben so gut vor zwanzig Jahren geschrieben sein.“ Andererseits äußerte Ferdinand Weinhandl, ebenfalls ein Regime-naher Philosoph über Heimsoeths Tätigkeit als Schriftleiter der Blätter für deutsche Philosophie: „Ich muß auch zugeben, daß als Schriftleiter Heimsoeth, ob aus Überzeugung oder aus Klugheit, durchaus großzügig ist, und das Gesamtbild der Zeitschrift keinesfalls das eines Sammelpunktes der Reaktion ist. Immer wieder wird das Problem Rasse und Philosophie erörtert.“
Nach dem Krieg bekannte Heimsoeth, dass er in der nationalsozialistischen Bewegung eine Möglichkeit zur Erneuerung der Gesellschaft gesehen habe:
„In den ersten Stadien des Revolutionsgeschehens glaubte ich übrigens auch, daß wir Alle unsere geistige Welt nur würden retten können, wenn aus unserem Berufskreis viele die Parteizugehörigkeit und ein aktives Auftreten für unsere Dinge auf sich nehmen und innerhalb der gärenden Bewegung das Unsere zur Geltung bringen würden.“
Heimsoeths Art zu philosophieren charakterisierte Friedrich Kaulbach:
„er verfolgt einen zentralen Gegenstand der Metaphysik über weitgespannte Zusammenhänge hinweg und differenziert ihn zugleich in klar unterschiedene teils divergierende teils durchkreuzende Problemlinien: Dabei findet der Blick eines Altmeisters der Problem- und Begriffsgeschichte jeweils die Punkte in der Entwicklung heraus, auf welche sich das gedankliche Geschehen konzentriert und von denen aus mit der Notwendigkeit einer geschichtlichen Gedankenbewegung der weitere Prozess verläuft.“
Heimsoeth selbst beschrieb rückblickend als Schlüsselelemente seiner Philosophie „die Person als Existenz“, die „Ursprünglichkeit von Freiheit“ und das „Heraustreten der von Kant gelehrten Selbstfindung und Selbstsetzung aus dem Schatten der bis dahin herrschenden Kantauffassung.“ Dabei wies er auch auf den frühen Einfluss Nietzsches hin, zu dem er in den 1930er Jahren einige Aufsätze veröffentlicht hatte:
„Von der Philosophie als geistiger, lebensbestimmender Macht betroffen wurde ich zuerst durch Auftreffen auf die nach der Jahrhundertwende sukzessiv erscheinenden Nachlaß-Bände der ersten großen Nietzsche-Ausgabe. Das Ethos der in unerhörten Spannungen sich aufrecht bis zum Untergang erhaltenden Persönlichkeit und das unendlich volle Chaos der Erfragensweisen denkerischer Rückschau und Vorausentwürfe blieb von da immer, auch in Abkehrzeiten ein Sternbild für Ernst und Anstrengungen geistigen Sich-Versuchens in verstehendem Erfahren dessen, was da ist und was man ist.“

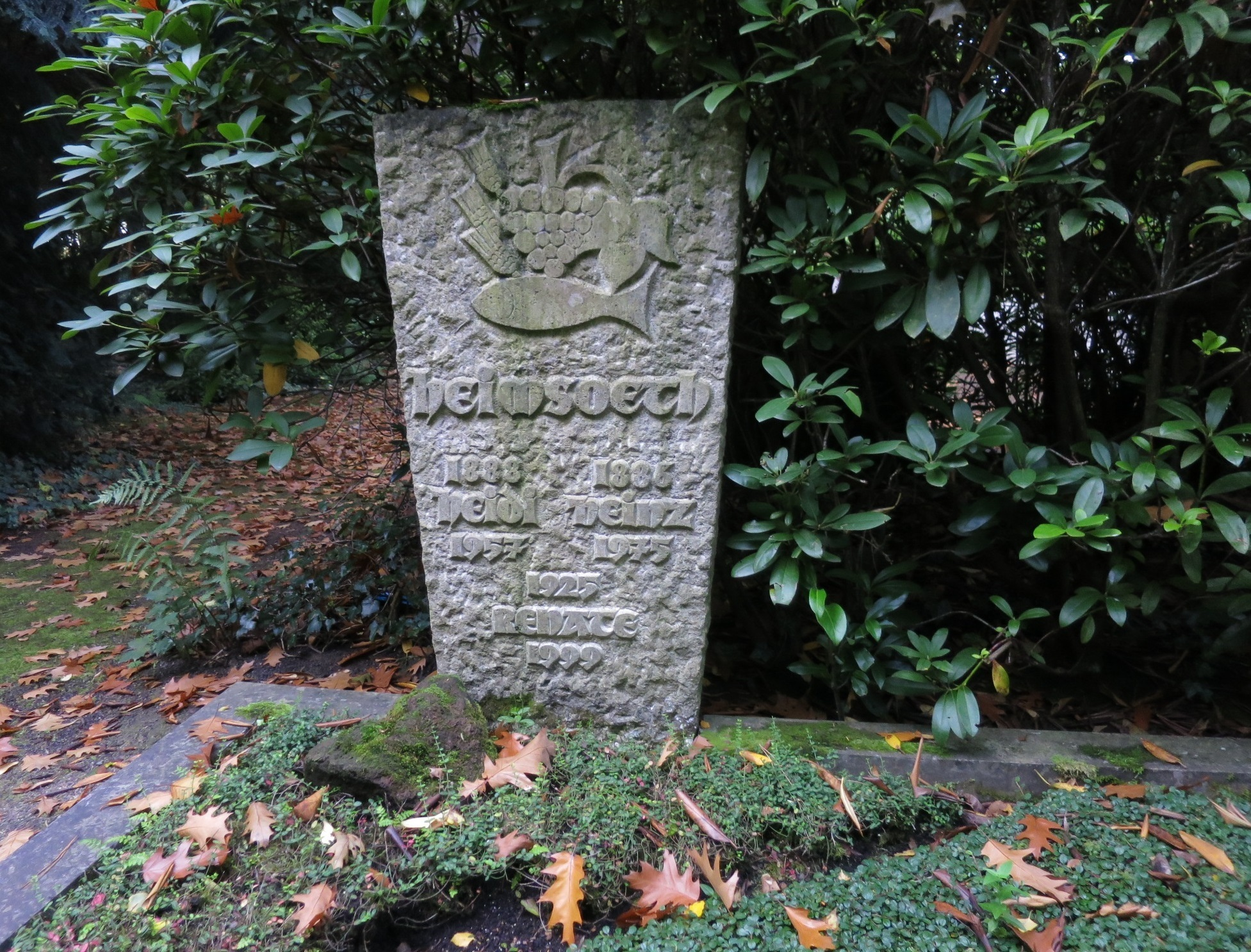
Grab auf dem Friedhof Melaten

Heimsoeth wurde 1949 Mitglied der Akademie der Wissenschaften und der Literatur in Mainz. 1954 erfolgte seine Emeritierung. 1966 erhielt er von der Wirtschafts- und Sozialwissenschaftlichen Fakultät der Universität Köln den Ehrendoktor.
Heinz Heimsoeth war verheiratet mit Adelheid Heimsoeth, geborene Baader. Seine Grabstätte befindet sich auf dem Kölner Friedhof Melaten (Flur 12 (G)).

## Schriften
- Die Methode der Erkenntnis bei Descartes und Leibniz. 2 Bände. Töpelmann, Gießen 1912–1914.
- Die sechs großen Themen der abendländischen Metaphysik und der Ausgang des Mittelalters. Stilke, Berlin 1922. Nachdruck der 3. Auflage 1954: Wissenschaftliche Buchgesellschaft, Darmstadt 1987, ISBN 3-534-00076-5.
- Fichte. Reinhardt, München 1923.
- Metaphysik der Neuzeit. Oldenbourg, München, Berlin 1929; 1934. Nachdruck: Oldenbourg, München 1967.
- Geschichtsphilosophie. Bouvier, Bonn 1948.
- Metaphysische Voraussetzungen und Antriebe in Nietzsches „Immoralismus“. Verlag der Akademie der Wissenschaften und der Literatur in Mainz (In Kommission bei Franz Steiner Verlag, Wiesbaden) 1955 (= Akademie der Wissenschaften und der Literatur. Abhandlungen der geistes- und sozialwissenschaftlichen Klasse. Jahrgang 1955, Nr. 6).
- als Hrsg.: Windelband, Wilhelm: Lehrbuch der Geschichte der Philosophie. Mit einem Schlußkapitel „Die Philosophie im 20. Jahrhundert“ und einer Übersicht über den Stand der philosophiegeschichtlichen Forschung. Mohr. 15. Auflage: Tübingen 1957, ISBN 3-16-838032-6.
- Atom, Seele, Monade. Historische Ursprünge und Hintergründe von Kants Antinomie der Teilung. Steiner, Wiesbaden 1960 (= Abhandlungen der geistes- und sozialwissenschaftlichen Klasse der Akademie der Wissenschaften und der Literatur in Mainz. Jahrgang 1960, Nr. 3).
- Studien zur Philosophiegeschichte. Kölner Universitätsverlag, Köln 1961.
- Astronomisches und Theologisches in Kants Weltverständnis (= Abhandlungen der geistes- und sozialwissenschaftlichen Klasse der Akademie der Wissenschaften und der Literatur in Mainz. Jahrgang 1963, Nr. 9).
- Hegels Philosophie der Musik. Bouvier, Bonn 1964 (aus Hegel-Studien. Band 2, 1963, S. 162–201).
- Transzendentale Dialektik. Ein Kommentar zu Kants Kritik der reinen Vernunft. 4 Bände. de Gruyter, Berlin 1966–1971.
- Studien zur Philosophie Immanuel Kants. Bouvier, Bonn 1961. 2. Auflage 1971, ISBN 3-416-00437-X.